# 雅瓦乡
雅瓦乡，是中华人民共和国新疆维吾尔自治区和田地區墨玉县下辖的一个乡镇级行政单位。

## 行政区划
雅瓦乡下辖以下地区：
阿克切坎勒村、阿鲁阿依拉村、巴格吉格代村、巴什阿瓦提村、巴什艾日克村、比合勒克村、胡木丹村、加汗巴格村、加依铁热克村、居买巴扎村、库来克村、库格达依村、阔什科瑞克村、明亩村、其来克村、恰先拜巴扎村、塘开希村、托特艾格勒村、夏合勒克村、依浪古鲁克村、英阿瓦提村、尕热勒克村和博斯坦村。